# Mongolia International 2019
Die Mongolia International 2019 im Badminton fanden vom 25. bis zum 30. Juni 2019 in Ulaanbaatar statt.

## Sieger und Platzierte
| Disziplin    | Gold                                    | Silber                                    | Bronze                                      |
| ------------ | --------------------------------------- | ----------------------------------------- | ------------------------------------------- |
| Herreneinzel | Kodai Naraoka                           | Kunlavut Vitidsarn                        | Subhankar Dey                               |
| Herreneinzel | Kodai Naraoka                           | Kunlavut Vitidsarn                        | Pannawit Thongnuam                          |
| Dameneinzel  | Supanida Katethong                      | Sim Yu-jin                                | Jeon Ju-i                                   |
| Dameneinzel  | Supanida Katethong                      | Sim Yu-jin                                | Nguyễn Thùy Linh                            |
| Herrendoppel | Kim Won-ho Park Kyung-hoon              | Kang Min-hyuk Kim Jae-hwan                | M. R. Arjun Shlok Ramchandran               |
| Herrendoppel | Kim Won-ho Park Kyung-hoon              | Kang Min-hyuk Kim Jae-hwan                | Keiichiro Matsui Yoshinori Takeuchi         |
| Damendoppel  | Shinta Mulia Sari Crystal Wong Jia Ying | Jang Eun-seo Jeong Na-eun                 | Pornpicha Choeikeewong Pornnicha Suwatnodom |
| Damendoppel  | Shinta Mulia Sari Crystal Wong Jia Ying | Jang Eun-seo Jeong Na-eun                 | Maneesha Kukkapalli Rutaparna Panda         |
| Mixed        | Mak Hee Chun Chau Hoi Wah               | Ratchapol Makkasasithorn Benyapa Aimsaard | M. R. Arjun Maneesha Kukkapalli             |
| Mixed        | Mak Hee Chun Chau Hoi Wah               | Ratchapol Makkasasithorn Benyapa Aimsaard | Danny Bawa Chrisnanta Tan Wei Han           |